# Newport RFC
El Newport Rugby Football Club es un equipo de rugby de Gales con sede en la ciudad de Newport.
Participa anualmente en la Super Rygbi Cymru, el torneo profesional de rugby de Gales.

## Historia

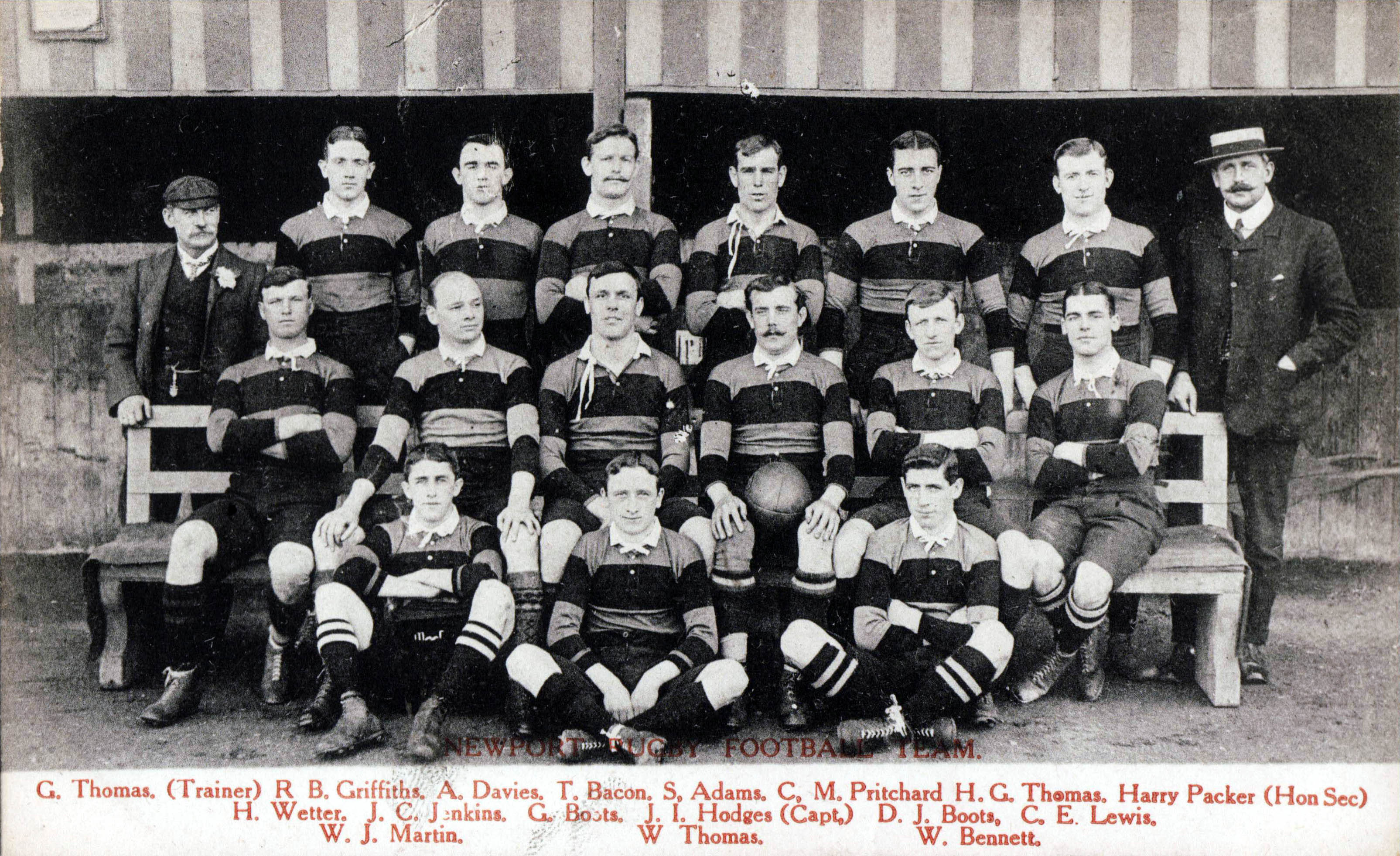
Newport 1904–05

Fue fundada en 1871, desde el año 1990 participa en la Premiership, el principal torneo de Gales, en el cual ha logrado un campeonato.
En la Liga Celta, en la que participó en la temporada 2001-02 y 2002-03, es representado desde el 2003 por el equipo Dragons.
Durante su larga historia ha conseguido derrotar a diferentes representativos nacionales como el caso de la selección de Australia, Nueva Zelanda, Sudáfrica y Tonga.

## Palmarés
- Super Rygbi Cymru (1): 2024-25

- Premiership (1): 2003-04.

- Copa de Gales (3): 1977, 2001, 2022.

- Campeonato de Gales no oficial (11): 1894-95, 1895-96, 1902-03, 1911-12, 1919-20, 1922-23, 1950-51, 1955-56, 1961-62, 1964-65, 1968-69.

## Jugadores destacados
- Capitanes de la Selección de rugby de Gales

| - Charlie Newman] 1884–87 - Bob Gould 1887 - Tom Clapp 1887–88 - Arthur Gould 1889–97 - Tom Pearson 1903 - Llewellyn Lloyd 1903 - Willie Llewellyn 1904–05 - Tommy Vile 1912–21 - Harry Uzzell 1920 |  | - Jack Wetter 1921–24 - Jack Whitfield 1924 - John Evans 1934 - Ken Jones 1954 - Malcolm Thomas 1957 - Bryn Meredith 1960–62 - David Watkins 1967 - Brian Price 1969 - Mike Watkins 1984 |  |